# Let's Twist Again
"Let's Twist Again"은 칼 만과 데이브 애플이 작사하고 처비 체커가 싱글로 발매한 곡이다. 1961년의 가장 큰 히트 싱글 중 하나로, 그 해 8월 미국 빌보드 팝 차트에서 8위(캐시 박스에서 3위)를 기록했으며, 이후 1962년 봄 영국에서 2위를 차지했다. 이 곡은 트위스트 춤 유행과 처비 체커의 1960년 싱글 "The Twist"를 언급하는데, 이 곡은 미국에서 두 번이나 1위를 차지한 싱글이다(1960년 9월과 재발매된 1962년 1월).
이 곡은 1962년 그래미 최우수 로큰롤 레코딩상을 받았다. 체커는 또한 이 곡을 독일어("Der Twist Beginnt")와 이탈리아어("Balliamo il Twist")로 녹음했다. "Der Twist Beginnt"의 샘플은 나중에 더 레지던츠가 1976년 앨범 The Third Reich 'n Roll을 시작하는 데 사용되었다. 이 곡은 2011년 영화 《헬프》의 사운드트랙에 수록되었다. 또한 《매드맨》 시즌 2 에피소드 1에도 등장한다.

## 차트 성적
| 차트(1961–1962)        | 최고 순위 |
| ---------------------- | --------- |
| 벨기에 싱글 차트       | 1         |
| 캐나다 (CHUM Chart)    | 2         |
| 네덜란드 싱글 차트     | 1         |
| 프랑스 싱글 차트       | 18        |
| 독일 싱글 차트         | 12        |
| 노르웨이 싱글 차트     | 2         |
| 스웨덴 (Tio i Topp)    | 1         |
| 영국 (Record Retailer) | 2         |
| 영국 (NME)             | 1         |
| 미국 빌보드 핫 100     | 8         |
| 미국 캐시 박스 탑 100  | 3         |
| 미국 핫 R&B 싱글       | 26        |

| 차트(1976)           | 최고 순위 |
| -------------------- | --------- |
| 오스트리아 싱글 차트 | 11        |
| 벨기에 싱글 차트     | 1         |
| 네덜란드 싱글 차트   | 3         |
| 아일랜드 싱글 차트   | 11        |
| 노르웨이 싱글 차트   | 5         |
| 스웨덴 싱글 차트     | 10        |

| 차트(2012)       | 최고 순위 |
| ---------------- | --------- |
| 프랑스 싱글 차트 | 155       |

## 조니 알리데 버전(프랑스어)
이 곡은 조니 알리데가 프랑스어로 커버했다. 그의 버전("Viens danser le twist", 프랑스어로 '와서 트위스트를 춰'라는 뜻)은 1961년 9월에 발매되었으며 프랑스 싱글 판매 차트에서 총 7주간 1위를 차지했다(1961년 11월 13일부터 12월 13일까지, 1962년 1월 13일부터 2월 9일까지). 왈로니아 (프랑스 벨기에)에서 그의 싱글은 차트에서 40주를 보냈으며, 또한 1위를 차지했다.

### 차트
| 차트 (1961–1962)              | 최고 순위 |
| ----------------------------- | --------- |
| 벨기에 (울트라탑 50 왈로니아) | 1         |
| 프랑스 (싱글 판매)            | 1         |
| 차트 (2000)                   | 최고 순위 |
| 프랑스 (SNEP)                 | 40        |

## 같이 보기
- 트위스트 곡 목록